# Lijst van schilderijen in het Rijksmuseum Amsterdam/Ln-Lz
Lijst van schilderijen in het Rijksmuseum Amsterdam met werken van schilders van wie de achternaam begint met de letters Ln t/m Lz. Vermeldingen in het grijs geven aan dat het werk geen deel meer uitmaakt van de collectie van het Rijksmuseum, bijvoorbeeld omdat het in bruikleen gegeven is aan een andere instelling of omdat het teruggegeven is aan de bruikleengever.
| Inventarisnummer | Toeschrijving                      | Titel | Datering          | Afbeelding |
| ---------------- | ---------------------------------- | --- | ----------------- | ---------- |
| SK-A-3816        | Mina Loebell                       | Portret van Johan Paul Graaf van Limburg Stirum | 1920              |            |
| SK-A-1383        | Jacob Gerritz. Loef                | Schepen onder de kust | 1620-1670         |            |
| SK-A-4261        | Jacob Gerritz. Loef                | Een oorlogsschip, in 1626 op last van Lodewijk XIII op een Hollandse werf gebouwd, stevent onder geleide van een Hollands schip een Hollandse haven binnen | 1626-1635         |            |
| SK-A-2791        | Hillebrand Dirk Loeff              | Portret van Hermanus Martinus Eekhout | 1830-1838         |            |
| SK-A-2792        | Hillebrand Dirk Loeff              | Portret van Maria Adriana van der Sluys | 1830-1838         |            |
| SK-A-3459        | Allaert van Loeninga               | De regenten van het Tuchthuis te Middelburg, 1643 | 1643              |            |
| SK-A-1171        | Dirk van Lokhorst                  | Tehuis | 1876              |            |
| SK-A-906         | Jacob Lambrechtsz. Loncke          | Portret van Philippe le Mire | 1618              |            |
| SK-A-907         | Jacob Lambrechtsz. Loncke          | Portret van Antoinette Walleran | 1618              |            |
| SK-A-4980        | Pietro Longhi                      | Portret van een Venetiaanse familie met een bediende die koffie serveert                                                                                   | 1752              |            |
| SK-A-3405        | Navolger van Pietro Longhi         | De speelbank | 1720-1790         |            |
| SK-C-1630        | Jacob van Loo                      | Amarillis kroont Mirtillo | Ca. 1640-1660     |            |
| SK-A-3483        | Jacob van Loo                      | Bacchanten-scène | 1653              |            |
| SK-A-4950        | Jacob van Loo                      | Zelfportret | 1660              |            |
| SK-A-3749        | Toegeschreven aan Jacob van Loo    | Portret van een man, vermoedelijk Christoffel van Gangelt                                                                                                  | 1640-1670         |            |
| SK-A-81          | Toegeschreven aan Jacob van Loo    | Portret van de familie Meebeeck Cruywagen bij de poort van hun buitenhuis aan de Uitweg bij Amsterdam                                                      | Ca. 1642          |            |
| SK-A-2116        | Toegeschreven aan Jacob van Loo    | Liefdespaar | 1650-1660         |            |
| SK-A-3750        | Naar Jacob van Loo                 | Portret van een vrouw, vermoedelijk Lucretia Boudaen | 1640-1670         |            |
| SK-A-48          | Jan Looten en Johannes Lingelbach  | Bosweg | 1650-1674         |            |
| SK-A-2909        | Jacobus van Looy                   | Oranjefeest | Ca. 1890          |            |
| SK-A-4169        | Jacobus van Looy                   | Portret van Anthonie Gerardus van der Hout | 1880-1892         |            |
| SK-A-2910        | Jacobus van Looy                   | Klaverbloemen | Ca. 1897          |            |
| SK-C-1645        | Jacobus van Looy                   | Zomerweelde | Ca. 1900          |            |
| SK-A-4977        | Claude Lorrain                     | Havengezicht bij zonsopgang | Ca. 1637-1638     |            |
| SK-A-71          | Toegeschreven aan Johann Carl Loth | Selene en Endymion | 1660-1680         |            |
| SK-A-2252        | Lovera                             | Portret van Johan François Adriaan Cateau van Rosevelt | 1885              |            |
| SK-A-775         | Christoffel Lubieniecki            | Portret van een schilder, vermoedelijk een zelfportret | 1690-1729         |            |
| SK-A-1550        | Christoffel Lubienitzki            | Portret van Arent van Buren | 1721              |            |
| SK-A-1551        | Christoffel Lubienitzki            | Portret van Sabina Agneta d'Acquet | 1721              |            |
| SK-A-1738        | Naar Christoffel Lubienitzki       | Portret van Arnoud van Halen | 1725-1732         |            |
| SK-A-2514        | P. Luima                           | Christus aan het kruis | 1650-1750         |            |
| SK-A-4262        | Gerrit Lundens                     | Man met deerne | 1660-1686         |            |
| SK-C-1453        | Toegeschreven aan Gerrit Lundens   | Kopie naar De Nachtwacht | 1642-1655         |            |
| SK-C-1693        | Huib Luns                          | Jeugdportret van Joseph Luns | 1914-1915         |            |
| SK-C-1522        | Isaack Luttichuys                  | Portret van een man | 1653              |            |
| SK-C-1477        | Isaack Luttichuys                  | Portret van een jonge vrouw | 1656              |            |
| SK-A-2100        | Jacob Lyon                         | Portret van Maurits, prins van Oranje | Ca. 1612 of later |            |
| SK-A-2101        | Jacob Lyon                         | Portret van Frederik Hendrik, prins van Oranje | 1612              |            |